# 川勝広土
川勝 広土（かわかつ ひろくに）は、江戸時代中期から後期の旗本。広恒流川勝家の7代当主。『寛政重修諸家譜』編纂時の当主。定紋は五七桐。

## 生涯
安永元年（1772年）、根岸定用の三男として江戸に生まれ、後に川勝広峯の養子となった。寛政6年（1794年）4月24日、義父広峯の隠居により23歳で家督（武蔵・下総・常陸内550石）を継ぎ、小普請となった。同年6月13日、初めて将軍徳川家斉に謁見した。
寛政11年（1799年）時点で年齢は28歳、役職は小普請（溝口十番）。屋敷は四谷内藤宿内藤大和守上地内500坪、当分赤坂築地近藤五左衛門方住居。没年不詳。次に家督を継いだ人物については不詳。